# Anesthesia
Anesthesia es el primer disco de estudio editado de la banda argentina Fun People editado en 1995.
El álbum abarca temas relacionados con la situación política y social de Argentina y Latinoamérica en general, sobre el maltrato animal, ecologismo, feminismo, amor propio, depresión, bulimia, Charles Manson y criticando a la escena hardcore argentina. 
A diferencia de sus primeras grabaciones, en este álbum la banda experimenta y fusiona el sonido clásico del hardcore punk con elementos de música folk, indie rock, pop, grindcore, heavy metal, zamba, ska y country.
"1978 (Camp days)" contiene un sample de la canción Zamba del "Che", compuesta y grabada por el músico, poeta y activista social chileno Víctor Jara

## Lista de temas
1. "Ánimo"
2. "Estoy (A tu lado)"
3. "Submerge your senses into the black"
4. "Marionetas"
5. "Runaway"
6. "Hunt"
7. "1978 (Camps days)"
8. "Dear"
9. "Anabelle"
10. "F.M.I. (Sufre sudamérica)"
11. "Boicot antinatural"
12. "Mantiene tu espíritu con humor"
13. "Bad influence"
14. "Break your obsessions"
15. "Vivisección"
16. "Distinto"
17. "Jailed"
18. "Give you help"
19. "Mi vida (Es hard)"
20. "Lemon pie"
21. "Eres ciego????"
22. "Shaggy mi querido amigo en peligro"
23. "Searching my lucky again"
24. "About me (Legalize)"
25. "Helter skelter re-revisited"
26. "New york city clon!!!!"
27. "Sin color"
28. "Cada vez más"

- Canciones disponibles en la edición original de 1995

1. "Ánimo"
2. "Estoy (A tu lado)"
3. "Submerge your senses into the black"
4. "Marionetas"
5. "Runaway"
6. "Hunt"
7. "1978 (Camps days)"
8. "Dear"
9. "Anabelle"
10. "F.M.I. (Sufre sudamérica)"
11. "Boicot antinatural"
12. "Mantiene tu espíritu con humor"
13. "Bad influence"
14. "Break your obsessions"
15. "Vivisección"
16. "Distinto"
17. "Jailed"
18. "Give you help"
19. "Mi vida"
20. "Lemon pie"
21. "Eres ciego"
22. "Shaggy mi querido amigo en peligro"
23. "Searching my lucky again"
24. "About me"
25. "Helter skelter re-revisited"
26. "New york city clon"
27. "Sin color"
28. "Cada vez más"
29. "When the sun"*
30. "Valor interior"*
31. "Rain"*

- *Canciones disponibles en la reedición de 1999

## Ficha técnica
- Grabado y mezclado en Tecson por Marcelo Depetro.
- Primera edición masterizada por Andres Mayo.
- Reedición remasterizada por Andres Mayo
- Arte de Tapa Jorge Gigante.
- Armado en Halo/Spiccolli Desenhos e Cores.

## Miembros
- Carlos "Nekro" Rodríguez: Voz
- Lucas Sequeira: Guitarra y coros
- Julian "Chuli" Pugliese: Bajo
- Sebastián "Gato" Garay: Batería